# Elias Khoury
Elias Khoury (en árabe: الياس خوري‎; Beirut, 12 de julio de 1948-Beirut, 15 de septiembre de 2024) fue un escritor, dramaturgo y crítico literario libanés. Fue uno de los escritores árabes más conocidos, tanto dentro del mundo árabe como fuera de él.

## Datos biográficos
Simpatizante decidido de la causa palestina en una época en la que esta cuestión dividía a la sociedad libanesa, fue miembro de Fatah, y por tanto de la Organización para la Liberación de Palestina (OLP), y combatió en las filas de esta organización en la guerra civil libanesa, en la que resultó gravemente herido. Dirigió varias revistas literarias importantes, algunas en estrecha colaboración con autores como Adonis o Mahmud Darwish, y fue profesor en las universidades de Columbia y Nueva York, en la Universidad Americana de Beirut y en la Universidad Libanesa.
Fue autor de una docena de ensayos, un libro de relatos y dieciséis novelas, en las que se entrelazan de forma compleja los trasfondos políticos (la cuestión palestina, los conflictos en el Líbano) con la exploración del comportamiento humano. Su lengua narrativa recurre a menudo al dialecto libanés, sobre todo en sus últimas obras.
Ha sido uno de los escritores árabes más traducidos.
La idea de que el pueblo palestino padece una Nakba continua, es decir, un éxodo, un desplazamiento es uno de los temas centrales de su obra.

## Obra

### Novela
- (1975)  'an 'ilaqat al-da'irah (عن علاقات الدائرة)
- (1977) al-Jabal al-saghir (الجبل الصغير); traducido al inglés Little Mountain (1989, Maia Tabet)
- (1981) Abwab al-madinah (أبواب المدينة); traducido al inglés The Gates of the City (1993, Paula Haydar)
- (1981) Wujuh al-bayda (الوجوه البيضاء); traducido al inglés White Masks (2010, Maia Tabet)
- (1989) Rihlat Ghandi al-saghir (رحلة غاندي الصغير); traducido al inglés The Journey of Little Gandhi (1994, Paula Haydar)
- (1993) Mamlakat al-ghuraba (مملكة الغرباء); traducido al inglés The Kingdom of Strangers (1996, Paula Haydar)
- (1994) Majma' al-Asrar (مجمع الأسرار)
- (1998) Bab al-Shams (باب الشمس); traducido al inglés Gate of the Sun (2006, Humphrey Davies)
- (2000) Ra'ihat al-Sabun (رائحة الصابون)
- (2002) Yalu (يالو); traducido al inglés Yalo (2008, Peter Theroux), (2009, Humphrey Davies: short-listed para Galardón por Mejor Libro Traducido)
- (2007) Ka-annaha na'imah (كأنها نائمة); traducido al inglés As Though She Were Sleeping (2011, Humphrey Davies), (2012, Marilyn Booth)
- (2012) al-Maryia al-maksoura (المرايا المكسورة: سينالكول) traducido al inglés Broken Mirrors: Sinocal (2012, Humphrey Davis)

### Dramaturgia
- (1984) "Al-mubtada' wa'l-khabar"

### Crítica
- (1979) Dirasat fi naqd al-shi'r
- (1982) Al-dhakira al-mafquda
- (1984) Tajribat al-ba'th 'an ufq
- (1985) Zaman al-ihtilal